# Nobelijeve anorganske spojine
Iskanje nobelijevih spojin je zaradi kratke razpolovne dobe vseh njegovih izotopov zelo oteženo. Nobelij naj bi tvoril binarne spojine – halide, okside, halidne komplekse, halkogenide in pniktogenide.

## Seznam
- Nobelijev difluorid – NoF2[1]
- Nobelijev trifluorid – NoF3[1]
- Nobelijev diklorid – NoCl2[1]